# ヴァルン・ダワン
ヴァルン・ダワン（Varun Dhawan、1987年4月24日 - ）は、インドの俳優。同国で最も出演料が高額な俳優の一人であり、2014年以降はフォーブス・インディアのフォーブス・セレブリティ100に選ばれている。

## 生い立ち
映画監督デーヴィド・ダワンとカルナ・ダワンの息子として生まれる。兄ローヒト・ダワンは映画監督、叔父アニル・ダワンは俳優として活動している。H・Rカレッジ・オブ・コマース&エコノミクスで教育を受けた後、イギリスのノッティンガム・トレント大学で経営学の学位を取得している。

## キャリア

### 2010年 - 2016年
2010年にカラン・ジョーハルの『マイネーム・イズ・ハーン』で助監督を務めている。2012年にジョーハルの『スチューデント・オブ・ザ・イヤー 狙え!No.1!!』で俳優デビューし、シッダールト・マルホートラ、アーリヤー・バットと共演して裕福な学生ロハンを演じた。ボリウッド・ハンガマのタラン・アダルシュは同作を通してヴァルンの「驚嘆せざるを得ない才能」を発見し、CNNニュース18のラジーヴ・マサンドは「コミカルなシーンと弱々しいシーンの両方に取り組むことができる」と評価している。同作は9億7000万ルピーの興行収入を記録する成功を収め、ヴァルンはフィルムフェア賞 新人男優賞にノミネートされた。
2014年にテルグ語映画『Kandireega』のリメイクであり、父デーヴィドが監督した『ヒーローはつらいよ』で主役を務めた。ヴァルンはイリアナ・デクルーズ、ナルギス・ファクリが演じるヒロインと三角関係になる青年プラサードを演じ、フィルムフェアのラディタ・タンドンはコメディシーンの演技についてゴーヴィンダー、プラブデーヴァーと比較して好意的に評価している。『Humpty Sharma Ki Dulhania』ではアーリヤー・バット、シッダールト・シュクラと共演して、婚約者がいる女性と交際するパンジャーブ人シャルマを演じた。同作は『DDLJ 勇者は花嫁を奪う』のオマージュ作品であり、インディア・トゥデイのローヒト・キルナニはヴァルンの存在感を高く評価し、ミント紙のナンディニ・ラームナートは映画の「いくつかの静寂なシーン」におけるヴァルンの存在感を批評している。同作は11億1000万ルピーの興行収入を記録し、2014年公開のインド映画で最も高い興行成績を収めた作品の一つとなった。
2015年2月にシュリラーム・ラガヴァンの『復讐の町』では妻子を殺され復讐を誓う男ラーガヴを演じた。ヴァルンは役に集中し過ぎて演技と現実の区別がつかなくなり鬱病に陥り、ラーガヴを演じたことは「恐ろしい経験」だったと語っている。Rediff.comのラジャ・センはヴァルンの演技を絶賛しており、フィルムフェア賞 主演男優賞にノミネートされた。同年6月にはダンス映画『ABCD 2』で実在のヒップポップダンサーのスレーシュ・ムクンドを演じ、シュラッダー・カプールと共演した。ロイターのシルパ・ジャムカンディカールは同作を「単なるミュージックビデオの束」と酷評しており、評価できる点はヴァルンの演技のみだと批評している。酷評されたものの興行収入は15億7000万ルピーを記録しており、Box Office Indiaはこれを以てヴァルンの才能が開花したと批評している。同年12月にはローヒト・シェッティの『Dilwale』でシャー・ルク・カーン、カジョール、クリティ・サノンと共演し、シャー・ルク演じる主人公の弟役を演じた。同作は批評家からは酷評されたが興行収入37億5000万ルピーを記録し、ヴァルンのキャリアの中で最も成功した映画の一つ、ヒンディー語映画史上最も興行的に成功した作品の一つとなった。2016年に兄ローヒトが監督した『ディシューム』でジョン・エイブラハム、ジャクリーン・フェルナンデスと共演した。評価は賛否両論だったが、興行収入は12億ルピーを記録している。

### 2017年以降

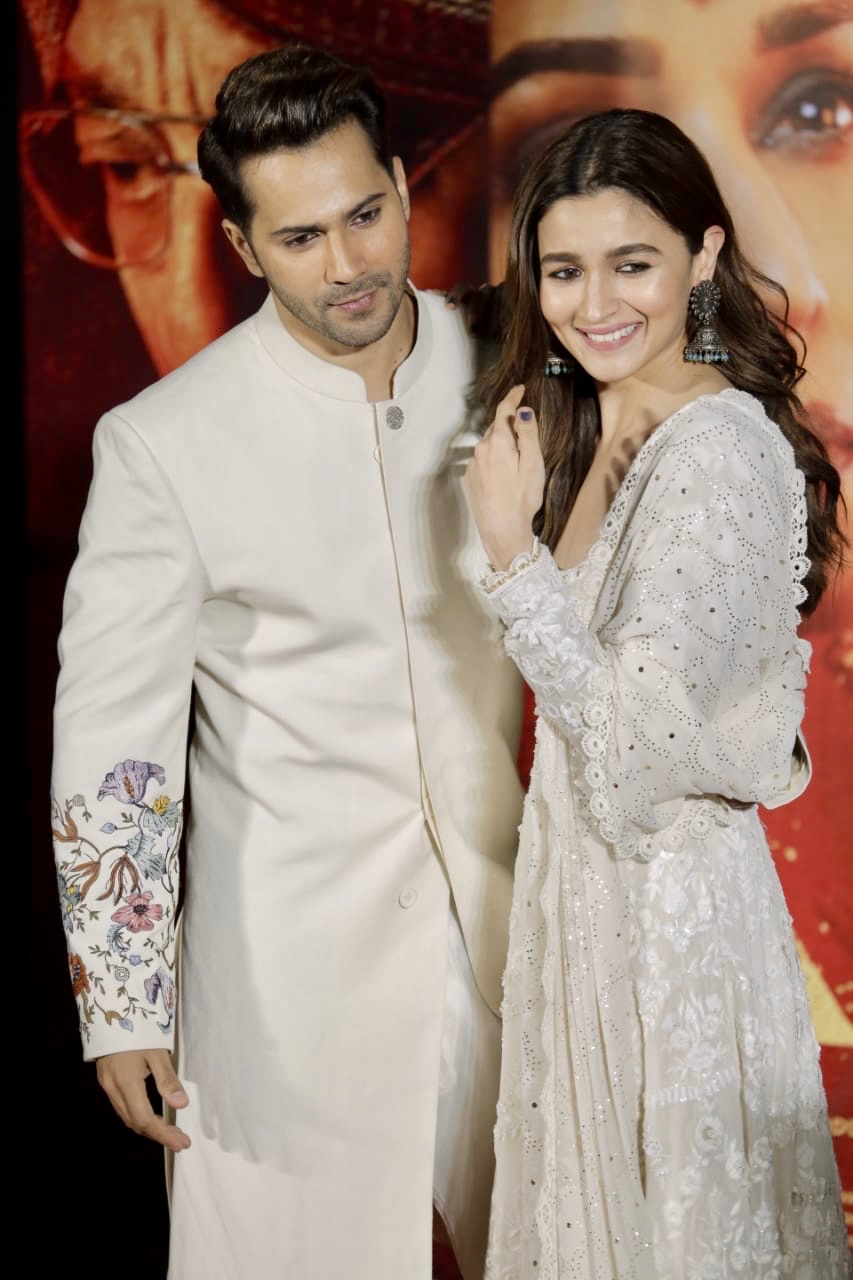
ヴァルン・ダワンとアーリヤー・バット（2019年）

2017年3月に『Badrinath Ki Dulhania』でアーリヤー・バットと共演し、アーリヤー演じる女性の婚約者を演じた。デイリーニュース&アナライシスのトゥシャール・ジョーシーは「ヴァルン・ダワンとアーリヤー・バットの共演は、予測可能で平均的な脚本の物語を鑑賞するための十分な要素になるだろう」と批評しており、ヴァルンはフィルムフェア賞主演男優賞にノミネートされた。同年9月には父デーヴィドの『Judwaa 2』（『踊るツインズ』のリブート）でジャクリーン・フェルナンデス、タープシー・パンヌと共演した。両作は興行的な成功を収め、それぞれ20億ルピー以上の収益を上げた。フォーブス・インディアは出演作品の9回連続興行的ヒット、主演作品の成功率100%を記録したことで、ヴァルンが「正真正銘のボリウッド・スーパースター」の地位を確立したと批評している。
2018年にはシュージット・シルカルの『October』、シャラト・カタリヤの『Sui Dhaaga』などのヒット作に出演した。『October』の演技はファーストポストのアンナ・M・M・ヴェティカドから「彼は満天の星空のような自信とトレードマークの愛らしさを以てダンを演じた」と絶賛され、ヒンドゥスタン・タイムズのローヒト・ヴァッツからは「キャリアの中で最高の演技」と称賛されている。また、フィルムフェア賞 審査員選出男優賞にノミネートされている。『Sui Dhaaga』の演技はミント紙のウディタ・ジューンジューンワーラから「ダワンは愚か者を演じるためのテンプレートを完成させた」と批評された。
2019年に出演したのはアビシェーク・ヴァルマンの『Kalank』のみだった。同作ではマドゥリ・ディークシット、ソーナークシー・シンハー、アーリヤー・バット、アディティヤ・ロイ・カプール、サンジャイ・ダットと共演しており、ヴァルンは膝の負傷にもかかわらず自身がスタントをこなそうとした。同作はヴァルンのキャリアで最初の興行的失敗作とされている。

## 評価
2014年からフォーブス・インディアのフォーブス・セレブリティ100に選ばれており、2018年には第5位にランクインしている。また、同年にフォーブス・インディアはヴァルンの年収を4億9580万ルピーと推定しており、インドで最も出演料が高額な俳優の一人に挙げている。さらにインド版GQはヴァルンを「インドで最も影響力がある若者50人」の一人に選んでおり、彼を「彼の世代の中で最も利益を生み出すスター」と紹介している。

## フィルモグラフィー
- マイネーム・イズ・ハーン（2010年） - 助監督
- スチューデント・オブ・ザ・イヤー 狙え!No.1!!（2012年） - ロハン・ナンダ
- ヒーローはつらいよ（英語版）（2014年） - プラサード
- Humpty Sharma Ki Dulhania（2014年） - ラケーシュ・クマール・シャルマ
- 復讐の町（2015年） - ラーガヴ
- ABCD 2（2015年） - スレーシュ・ムクンド
- Dilwale（2015年） - ヴィール・バクシー
- ディシューム（英語版）（2016年） - ジュナイド・アンサーリー
- Badrinath Ki Dulhania（2017年） - バドリ
- Judwaa 2（2017年） - ラージャ、プレーム・マルホートラ
- October（2018年） - ダン
- Nawabzaade（2018年）
- Sui Dhaaga（2018年） - マウジ・シャルマ
- Kalank（2019年） - ザファル
- ストリートダンサー（2020年） - サヘージ
- Coolie No. 1（2020年）